# Jan Vennegoor of Hesselink
Johannes (Jan) Vennegoor of Hesselink (Oldenzaal, 7 november 1978) is een voormalig Nederlands voetballer die als aanvaller speelde. Vennegoor of Hesselink debuteerde op 11 oktober 2000 in het Nederlands voetbalelftal. Op 15 mei 2012 maakte hij het einde van zijn carrière bekend. Zijn zoon Lucas Vennegoor of Hesselink is ook profvoetballer bij FC Twente. 

## Clubcarrière

### Jeugd en FC Twente
Vennegoor of Hesselink bracht zijn middelbareschooltijd door op het Thij College in Oldenzaal. Hij maakte in 1996 zijn debuut in het eerste elftal van FC Twente. Hij speelde in zijn eerste seizoen bij FC Twente twaalf wedstrijden, maar scoorde daarin niet. Voordat hij bij FC Twente speelde kwam hij uit voor Quick '20 in zijn geboorteplaats Oldenzaal.
Vennegoor of Hesselink speelde vijf seizoenen voor FC Twente: hij speelde daar totaal 142 wedstrijden, waarin hij 59 keer scoorde. In de zomer van 2001 ging Vennegoor of Hesselink naar PSV. Even daarvoor had hij met FC Twente de Amstel Cup gewonnen door in de finale na strafschoppen PSV te verslaan.

### PSV
In zijn eerste seizoen bij PSV scoorde Vennegoor of Hesselink 22 doelpunten, dat was er één meer dan in zijn topseizoen '98-'99 bij FC Twente. In de daaropvolgende twee seizoenen scoorde hij respectievelijk 8 en 12 keer voor PSV.
In het seizoen 2004-2005 speelde Vennegoor of Hesselink 28 wedstrijden. In die 28 wedstrijden scoorde hij 19 doelpunten. In dit seizoen liep hij zijn eerste blessure op. Hij viel met zijn arm op de bal en zat daarna een aantal weken aan de kant. In de Amstel Cup scoorde hij ook eindelijk in de finale (0-4 winst op Willem II), iets dat hem in voorgaande jaren niet lukte. In de Champions League haalde hij met PSV de halve finale. Daarin was AC Milan de tegenstander, die Vennegoor of Hesselink het grote gevaar vonden. PSV kwam één doelpunt tekort en ging niet door naar de finale tegen Liverpool. Het werd uiteindelijk 3-1, en Vennegoor of Hesselink was bij alle doelpunten van PSV betrokken.
In 2005/2006 kwam Arouna Koné naar PSV, overgekomen van Roda JC. Vennegoor of Hesselink speelde volgens velen, inclusief de trainer, slecht in begin van het seizoen en moest daarom zijn basisplaats afstaan aan Koné. Koné, eerder al spelend in de Intertoto Cup met Roda JC, mocht echter niet in de UEFA Champions League spelen, waardoor Vennegoor een kans kreeg om zich te bewijzen. In de eerste wedstrijd tegen het Duitse Schalke 04 scoorde hij met het hoofd. Ook had Vennegoor een belangrijk aandeel in de wedstrijd van PSV - AC Milan, waarin hij de assist gaf. Ook in PSV - Fenerbahçe gaf hij de beslissende assist. Hierdoor ging PSV alsnog, voor de tweede keer op rij, door naar de volgende ronde, waar het uitgeschakeld werd door Lyon. In de thuiswedstrijd kreeg Vennegoor twee kopkansen en kopte hij een bal door naar Koné, die de paal raakte. Het mocht niet baten. PSV ging thuis met 0-1 onderuit en uit werd het 4-0 voor Lyon. Vennegoor of Hesselink zou die wedstrijd niet meemaken vanwege een blessure.
Het liep dit seizoen allemaal niet goed. Aan het einde van het seizoen kwam de teller van de nieuwe kampioen op 11, 8 minder dan vorig jaar.
In de Gatorade Cup kwam Vennegoor of Hesselink in het seizoen 2005-2006 één keer eerder in actie. Dit was thuis tegen zijn oude club FC Twente in de achtste finale. Hierin zou Vennegoor de Man of the Match worden met één assist en twee goals. Nu was PSV opnieuw de favoriet om de dubbel te pakken. Maar Ajax was PSV te slim af. De landstitel had PSV al op zak. De Gatorade Cup Finale werd in mei tegen Ajax gespeeld. Daar verloor PSV met 1-2 door een goal van Klaas-Jan Huntelaar in de laatste minuut.
Na het WK voetbal keerden spelers langzamerhand terug bij hun club. Bij Vennegoor was het de vraag waar, want volgens diverse media stond hij zeer nadrukkelijk in de belangstelling van FC Porto, toen nog onder leiding van Co Adriaanse. Porto zag uiteindelijk van hem af omdat hij te duur was.
Vennegoor bleef voorlopig, maar later was er opnieuw interesse. Bolton Wanderers zat op de tribune tijdens de Johan Cruijff Schaal-wedstrijd tegen Ajax. Deze interesse was minder concreet totdat opeens de naam Celtic viel. Nog op de dag van de eerste Eredivisie wedstrijd (thuis tegen NEC) werd bekend dat Vennegoor zou vertrekken naar de club uit Glasgow. De wedstrijd tegen NEC zou de laatste wedstrijd zijn voor PSV op dit moment. Hij scoorde die wedstrijd één keer en kreeg een publiekswissel. Later in het seizoen werd Vennegoor of Hesselink, samen met Edwin Zoetebier en Theo Lucius, uitgezwaaid tijdens de rust van de wedstrijd PSV - Sparta (7-0).

### Celtic
Ondanks interesse van Bolton Wanderers en het afgehaakte FC Porto, koos de centrumspits eind augustus 2006 toch voor Celtic. Hiermee was een transfersom van 7.1 miljoen euro gemoeid. Een van de hoofdredenen om Celtic te verkiezen boven de rest was het feit dat Celtic Champions League speelde.
2006/2007:
Al sinds zijn eerste wedstrijd was Vennegoor of Hesselink van grote waarde voor Celtic. In de eerste twee wedstrijden scoorde hij gelijk de winnende en ook de daarop volgende Champions League wedstrijd tegen Manchester United scoorde hij. Met 16 goals uit 21 wedstrijden zou hij uiteindelijk clubtopscorer worden. In januari werd hij zelfs verkozen tot Speler van de Maand in Schotland. Door vele blessures miste hij de nodige wedstrijden en ritme. Desondanks eindigde hij gedeeld vierde op het algemeen topscorersklassement van dat jaar. Ook in de Schotse bekertoernooien scoorde hij veel.
2007/2008:
Ondanks dat hij vijf goals in de eerste vijf wedstrijden maakte, hielden blessures hem toch weer aan de kant. De hamstring zat hem regelmatig dwars. Vanaf eind november speelde Vennegoor of Hesselink weer bijna alle wedstrijden mee. Hij speelde het seizoen 31 competitiewedstrijden waarin hij 15 keer scoorde. De strijd om het kampioenschap werd een close finish. Glasgow Rangers stond lange tijd onbedreigd aan kop, maar verloor op het einde van de competitie zoveel punten dat Celtic en de Rangers met evenveel punten de laatste ronde in gingen, waarbij Celtic de meeste kans had vanwege een beter doelsaldo. In de kampioenswedstrijd van Celtic in en tegen Dundee United scoorde Vennegoor het enige doelpunt van de wedstrijd, waarmee hij Celtic de titel bezorgde.

### Hull City
In de zomer van 2009 tekende Vennegoor of Hesselink een contract bij het Engelse Hull City. Hij deed dit na het sluiten van de transfermarkt, dit kon omdat hij een transfervrije speler was. Hij kreeg rugnummer 29. Hoewel Vennegoor of Hesselink een 2-jarig contract had getekend bij Hull, verliet hij de club in de zomer van 2010 alweer. Reden voor het vertrek was dat de club de hoge lonen van zijn grootverdieners niet meer op kon brengen nadat het gedegradeerd was uit de Engelse Premier League.

### Rapid Wien
In 2010 tekende hij een tweejarig contract bij het Oostenrijkse Rapid Wien. Op 10 juni 2011 kwam aan dit dienstverband echter een einde. Hij kwam tot slechts tien optredens, waarin hij tweemaal het net wist te vinden.

### Tweede keer PSV
Vanaf het einde van zijn contract bij Rapid Wien trainde Vennegoor of Hesselink bij PSV mee om zijn conditie op peil te houden. Op aanraden van trainer Fred Rutten werd de spits in november 2011 een eenjarig contract aangeboden. De speler ging hiermee akkoord. Op 6 november 2011 speelde hij zijn eerste wedstrijd. Hij viel tijdens de thuiswedstrijd tegen Heracles Almelo in de 87e minuut in voor Tim Matavž. De wedstrijd werd met 4-1 gewonnen. In april 2012 werd bekend dat zijn contract niet verlengd zou worden en op 15 mei beëindigde hij zijn spelersloopbaan.

## Interlandcarrière
Op 11 oktober 2000 maakte Vennegoor of Hesselink zijn debuut in het Nederlands elftal. In Rotterdam verloor Oranje met 2-0 van Portugal. In Oranje wordt Vennegoor vooral ingezet als 'breekijzer'. "Als wij er voetballend niet door komen hebben we een breekijzer nodig. Dan is Jan Vennegoor of Hesselink de ideale man", aldus de bondscoach. Hij scoorde driemaal, tegen Thailand, Kroatië en Oostenrijk. Tijdens de achtste finale van het Wereldkampioenschap voetbal 2006 tegen Portugal (1-0 verlies), maakte hij zijn WK-debuut. Hij kwam in de 82ste minuut in het veld voor Phillip Cocu (plus 6 minuten blessuretijd). Hierdoor is hij, na Hedwiges Maduro en Michel Vorm, de Nederlander met de minste reguliere speelminuten op een wereldkampioenschap ooit.

## Carrière
| Seizoen | Club       | Wedstrijden | Doelpunten |
| ------- | ---------- | ----------- | ---------- |
| 1996/97 | FC Twente  | 12          | 0          |
| 1997/98 | FC Twente  | 28          | 4          |
| 1998/99 | FC Twente  | 34          | 21         |
| 1999/00 | FC Twente  | 34          | 19         |
| 2000/01 | FC Twente  | 34          | 15         |
| 2001/02 | PSV        | 34          | 22         |
| 2002/03 | PSV        | 32          | 8          |
| 2003/04 | PSV        | 30          | 12         |
| 2004/05 | PSV        | 28          | 19         |
| 2005/06 | PSV        | 32          | 11         |
| 2006/07 | PSV        | 1           | 1          |
| 2006/07 | Celtic     | 21          | 13         |
| 2007/08 | Celtic     | 31          | 15         |
| 2008/09 | Celtic     | 25          | 6          |
| 2009/10 | Hull City  | 31          | 3          |
| 2010/11 | Rapid Wien | 10          | 2          |
| 2011/12 | PSV        | 17          | 2          |
| Totaal  | Totaal     | 433         | 173        |

Bijgewerkt tot: 23-04-2012

## Erelijst
FC Twente
- KNVB beker: 2000/01

 PSV
- Eredivisie: 2002/03, 2004/05, 2005/06
- KNVB beker: 2004/05, 2011/12
- Johan Cruijff Schaal: 2001

 Celtic
- Scottish Premier League: 2006/07, 2007/08
- Scottish Cup: 2006/07